# Ерман Буш (провінція)
Ерман Буш — провінція в департаменті Санта-Крус, Болівія.

## Історія
Провінцію було засновано 30 листопада 1984 року. Отримала свою назву на честь Ермана Буша, колишнього болівійського військового офіцера, учасника Чакської війни та президента країни.

## Поділ
Провінція поділяється на три муніципалітети, які у свою чергу поділяються на кантони.
| Підрозділ | Муніципалітет            | Столиця                           |
| --------- | ------------------------ | --------------------------------- |
| 1-й       | Пуерто-Суарес            | Пуерто-Суарес                     |
| 2-й       | Пуерто-Кіхарро           | Пуерто-Кіхарро                    |
| 3-й       | Ель-Кармен-Риверо-Торрес | Ель-Кармен-Риверо-Торрес (Кармен) |

19°00′ пд. ш. 58°10′ зх. д. / 19.000° пд. ш. 58.167° зх. д.